# 雀聖2自摸天后
《雀聖2自摸天后》是2005年首映的香港電影。王晶導演，主演為應采兒、元秋、森美、李蘢怡。

## 演员
| 演员                      | 角色                      | 备注                                       |
| 應采兒                    | 細芬                      |                                            |
| 元秋                      | 十三飛                    |                                            |
| 元華                      | 自摸西                    |                                            |
| 尹子維                    | 子雄                      |                                            |
| 森美                      | 朗拿颠奴 （台譯：挪那度） |                                            |
| 李茏怡                    | 初恋                      |                                            |
| 李思蓓                    | 波波                      |                                            |
| 姜皓文                    | 鬼哥                      | 賭壇大鱷，波波的哥哥。                     |
| 王天林                    | 過三洞                    | 雀坛大师 十三飛、细芬、初戀之师父          |
| 王晶                      | 天九哥                    |                                            |
| 苑瓊丹                    | 大长庄                    | 客串                                       |
| 李健仁 （粵語配音：陳欣） | 閔大人                    | 客串                                       |
| 王從希                    | 洶湧                      |                                            |
| 魯芬                      | 波濤                      |                                            |
| 彭懷安                    | -                         | 黑社會，與鬼共資賭船，後失利故決裂         |
| 王志安                    | Tony Jaa Jaa              | 泰國麻雀高手，力大無窮；影射泰影星Tony Jaa |
| 喬寶寶                    | -                         | 印度麻雀高手                               |
| 鄒凱光                    | -                         | 亞洲雀皇大賽主持                           |
| 喬寶寶                    | -                         | 自摸西之友                                 |
| 高爾衡                    | -                         | 子雄之母                                   |

## 外部連結
- 開眼電影網上《雀聖2自摸天后》的資料（繁體中文）
- 香港影庫上《雀聖2自摸天后》的資料（繁體中文）
- 时光网上《雀聖2自摸天后》的資料（简体中文）
- 豆瓣电影上《雀聖2自摸天后》的資料 （简体中文）
- 爛番茄上《雀聖2自摸天后》的資料（英文）
- AllMovie上《雀聖2自摸天后》的资料（英文）
- 互联网电影数据库（IMDb）上《雀聖2自摸天后》的资料（英文）